# Grote vuurvlinder
De grote vuurvlinder (Lycaena dispar) is een vlinder uit de familie Lycaenidae (kleine pages, vuurvlinders en blauwtjes).   

## Kenmerken
De spanwijdte van de vlinder bedraagt tussen de 27 en 32 millimeter. Bij beide geslachten loopt langs de vleugelrand een smalle witte band of rand (franje), en binnen een donker breed veld (bij het vrouwtje meer uitgesproken dan bij het mannetje). De onderkant (buitenvleugels) zijn bij beide geslachten vrij gelijkaardig.De bovenvleugels zij licht oranje, met zwarte vlekken die wit omrand zijn, en een grijs rand. De ondervleugels zijn grijs, met zwarte vlekken die wit omrand zijn, en langs onder loopt er een oranje band.
Van de mannelijke vlinder zijn de vleugels bijna geheel oranjerood met zwarte rand langs de buitenkant. Daarnaast zijn er op de voorvleugels 1 à 2 zwarte vlekjes aanwezig.
De voorvleugels van de vrouwtjes zijn eveneens oranjerood met zwart vlekten en de achtervleugels grotendeels zwartbruin met langs de rand een oranje.
De eitjes zijn rond en hebben zes of zeven stervormige ribben.

### Afbeeldingen

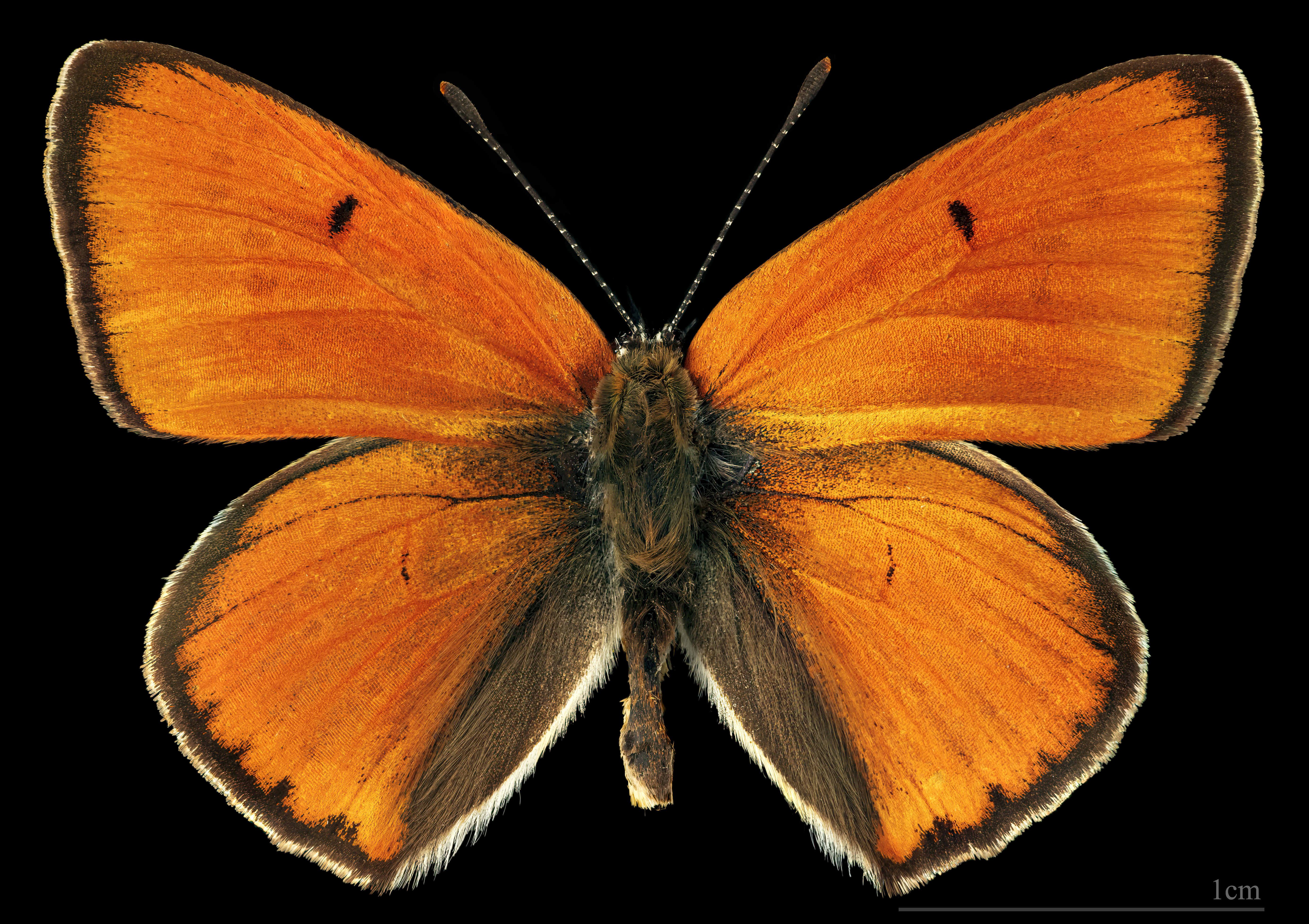
Lycaena dispar  ♂
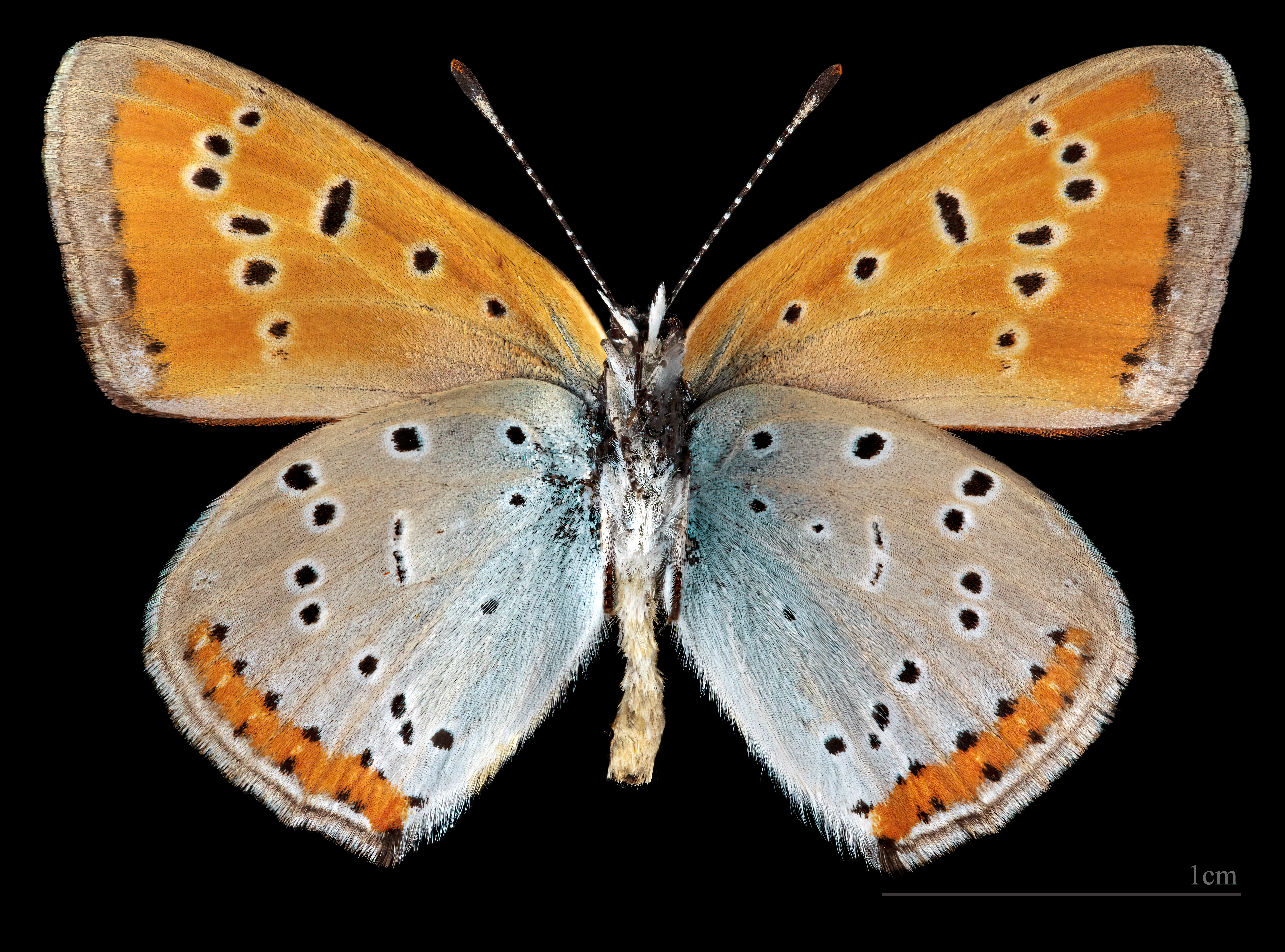
Lycaena dispar  ♂  △
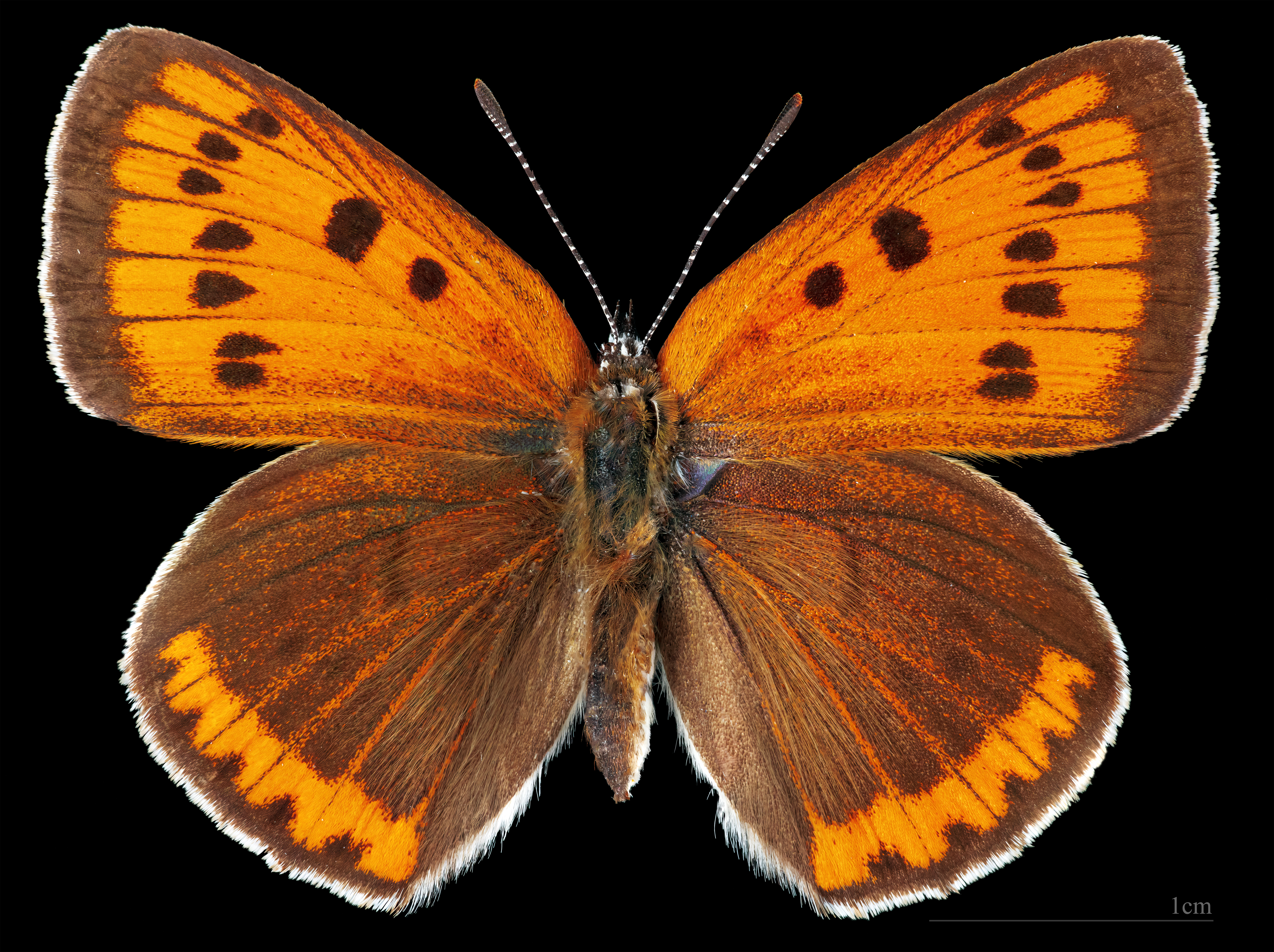
Lycaena dispar  ♀
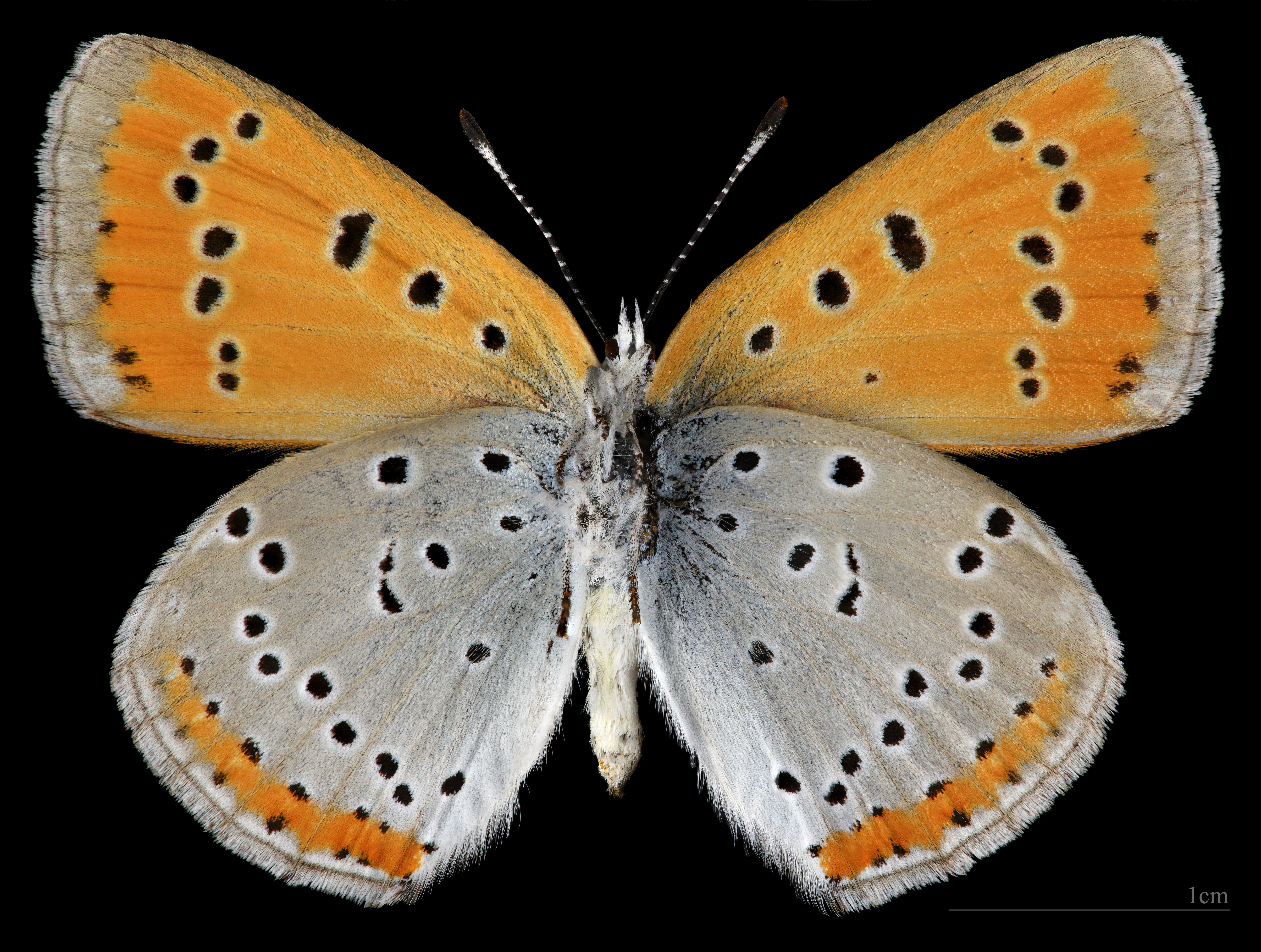
Lycaena dispar  ♀ △
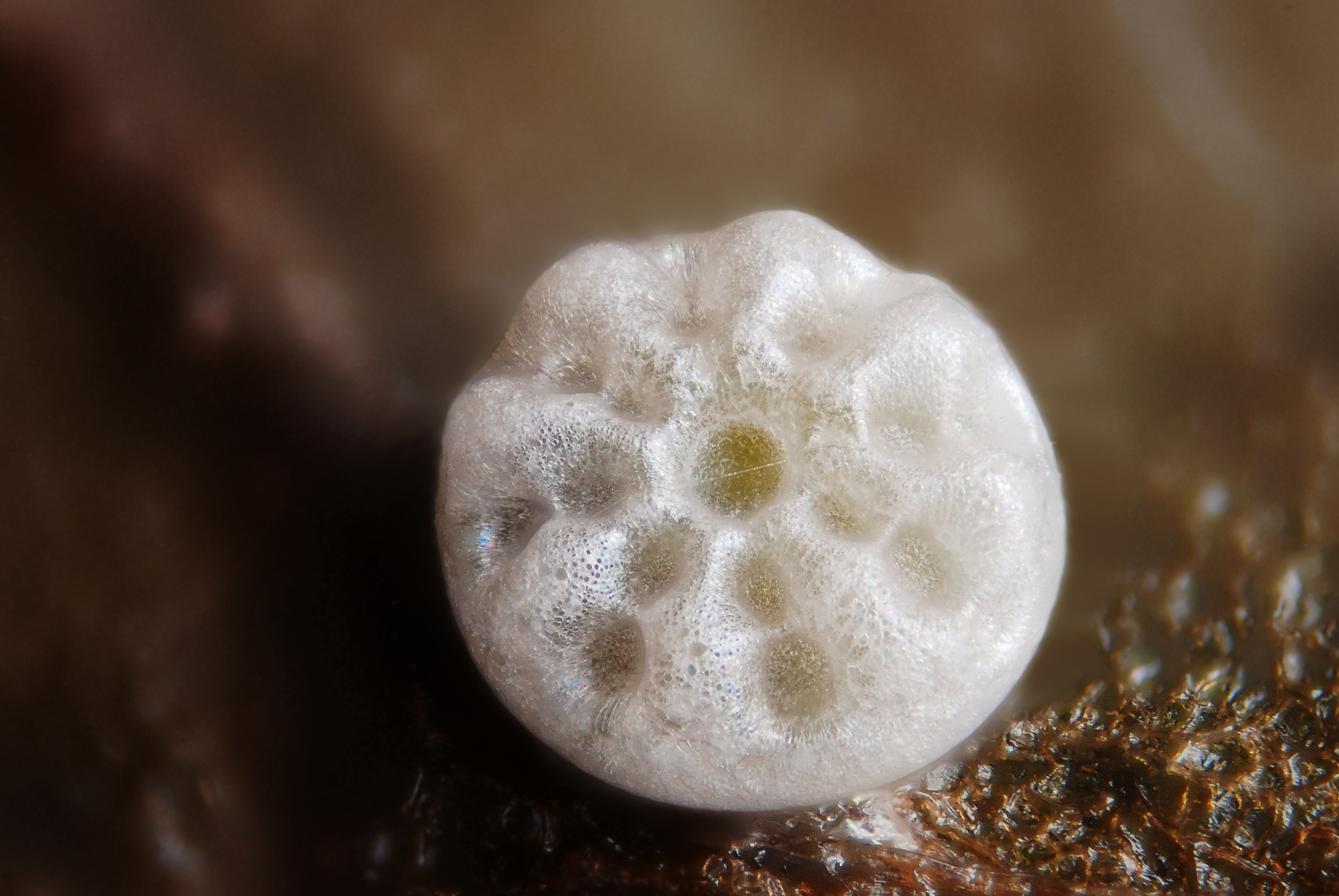
Ei van de grote vuurvlinder

## Voorkomen
De grote vuurvlinder komt in heel Europa voor, maar is in Nederland ernstig bedreigd en in België kwetsbaar. Op de Rode Lijst van de IUCN staat de grote vuurvlinder als "gevoelig". De soort is vermeld op de Nederlandse Rode Lijst voor dagvlinders als ernstig bedreigd en is opgenomen in bijlagen II en IV van de Habitatrichtlijn. De nominale ondersoort Lycaena dispar dispar, die voorkwam in Groot-Brittannië, is uitgestorven sinds 1851. De in Nederland endemisch voorkomende ondersoort Lycaena dispar batava is in Groot-Brittannië zonder succes geherintroduceerd.

## Waardplant
De waardplant van de grote vuurvlinder is de waterzuring. Het vrouwtje legt de eitjes af op de bovenkant van de bladeren, soms worden er tot wel 40 eitjes op een plant afgelegd.

## Levenscyclus
Per jaar vliegt één generatie rond.  Ze vliegen tussen juli en midden augustus. Het imago (volwassen insect) voedt zich met name met nectar van de grote kattenstaart. Vaak vormt de grote kattenstaart een centraal punt in hun territorium.
Ei
De eitjes worden afgelegd op de waardplant (waterzuring) 
Rups
De jonge rupsen van de grote vuurvlinder eten aan de onderzijde van de bladeren van hun waardplant, waardoor 'vensters' in de bladeren ontstaan. Oudere rupsen eten de volledige bladeren. Wanneer hun waardplant begint te verwelken, maken de halfvolgroeide rupsen zich klaar om te overwinteren. Hiervoor kruipen ze aan de voet van de dorre bladeren. Als de waterzuring in het voorjaar weer begint te groeien, kunnen de rupsen zich verder ontwikkelen. Om van eitje tot volwassen rups te gaan, heeft 90 tot 98% het niet gehaald.
Pop
Tijdens het verpoppen ondergaan de rupsen een volledige transformatie (metamorfose), zowel alle interne organen als de uitwendige structuren veranderen. Hierdoor behoort de soort tot de groep van de endopterygota (holometabole insecten). De verpopping gebeurt in juni, meestal op de waardplant.
Vlinder
Vanaf juli vliegen de eerste vlinders rond. In de Lage landen hebben de vlinders een lagere dichtheid dan elders waar de dichtheid circa vier individuen per hectare bedraagt. De grote vuurvlinder spendeert relatief weinig tijd aan het zoeken naar voedsel (nectar), ongeveer 19% van hun actieve tijd. 

## Bedreigingen
De grote vuurvlinder is in Nederland ernstig bedreigd, en in België kwetsbaar.
- De soort stelt strenge eisen aan het leefgebied. Zo worden de eitjes alleen afgelegd op exemplaren van de waterzuring die groeien in de overloopzone tussen grasland en laagveenmoeras. Waar een specifiek microklimaat heerst: warm, windstil, broeierig.

- Daarnaast wordt de voortplanting bemoeilijkt doordat de mannetjes een vrij groot territorium opeisen van 100 tot 4OO vierkante meter, maar er zijn ook gevallen bekend dat het territoria slechts enkele tientallen vierkante meters bedraagt.
- De mannetjes trekken door hun felle kleuren predatoren aan.

- Als de grote vuurvlinder aan copulatie toekomt en ei-afleg plaatsvindt, lopen de eitjes en de rupsen nog gevaar voor predatie door spitsmuizen, lieveheersbeestjes, wantsen, spinnen, mijten en met name sluipwespen.

## Ondersoorten
- Lycaena dispar dispar
- Lycaena dispar aurata Leech, 1887
- Lycaena dispar batava Oberthür, 1920
- Lycaena dispar dahurica (Graeser, 1888)
- Lycaena dispar festiva (Krulikovsky, 1909)
- Lycaena dispar rutila (Werneburg, 1864)